# Superfinal de Liga Prom 2021
La Superfinal de Ascenso de la Liga Prom 2021 fue el último partido de la temporada 2021 del fútbol de segunda división de Panamá. La disputaron el equipo campeón del Torneo Apertura y el Torneo Clausura.
El Alianza Fútbol Club II se coronó campeón de la primera edición de la Super Final, luego de vencer 4-1 al SD Panamá Oeste. Pero al ser un equipo filial, no pudo ascender a la primera división.

## Participantes
|  |  | Alianza FC II   |  | Campeón del Torneo Apertura (2021) |
|  |  | SD Panamá Oeste |  | Campeón del Torneo Clausura (2021) |

## Desarrollo

### Sede
- La sede escogida para la Superfinal 2021 fue:

|                                                                                          |
|                                                                                          |
| Estadio Rommel Fernández Ciudad: Ciudad de Panamá, Panamá Capacidad: 32 000 espectadores |

## Final

#### Alianza F. C. II - S. D. Panamá Oeste
| Final; 16 de diciembre de 2021, 19:00 | Alianza FC II                                          | 4:1 (1:1) | Panamá Oeste | Estadio Rommel Fernández, Ciudad de Panamá |                           |
|                                       | Abdiel Abrego Azarias Londoño David Checa Ansony Frías |           | José Pérez   | Árbitro(s): José Carrasco                  | Árbitro(s): José Carrasco |

| 61    | POR   | Ronald Robles      |    |
| 33    | DEF   | Miguel Livingston  |    |
| 4     | DEF   | Eduardo Anderson   |    |
| 13    | DEF   | Alvin Mendoza      |    |
| 46    | DEF   | Reyniel Perdomo    | 59 |
| 50    | MED   | Erick Mejía        | 79 |
| 36    | MED   | John Asprilla      |    |
| 25    | MED   | Alcides Díaz       | 79 |
| 39    | MED   | Joshua Bethancourt | 59 |
| 43    | DEL   | Abdul Abrego       |    |
| 23    | DEL   | Azarias Londoño    | 66 |
| D. T. | D. T. | José Soriano       |    |

| 1     | POR   | Vladimir Vargas |     |
| 3     | DEF   | José Pérez      |     |
| 4     | DEF   | Ángel Cueto     | 79' |
| 13    | DEF   | Jean Felipe     |     |
| 6     | DEF   | Luis Rangel     |     |
| 8     | MED   | Julio Domínguez |     |
| 14    | MED   | José Paterson   |     |
| 35    | MED   | Jair Iguala     | 61  |
| 77    | MED   | Pablo Magallón  |     |
| 47    | DEL   | Tony Gutiérrez  | 61  |
| 42    | DEL   | Erick López     | 32  |
| D. T. | D. T. | Javier Reales   |     |

| 37 | MED | David Checa         | 59 |
| 28 | MED | John Jairo Alvarado | 59 |
| 27 | DEL | Ansony Frías        | 66 |
| 34 | DEF | Jahir Alvarado      | 79 |
| 51 | DEF | Josué French        | 79 |

| 80 | DEL | Ángel Rodríguez | 32  |
| 37 | DEL | Jorge Hennis    | 61  |
| 19 | MED | Luís Macias     | 61  |
| 44 | DEF | Omar Llerena    | 79' |

| 31' 52' 87' 90' | Abdiel Abrego Azarias Londoño Ansony Frías David Checa |  |

| 41' | José Pérez |  |

| Principal  | José Carrasco     |
| Asistentes | Bandera de Panamá |
|            | Bandera de Panamá |
| Cuarto     | Bandera de Panamá |

| 61    | POR   | Ronald Robles      |    |
| 33    | DEF   | Miguel Livingston  |    |
| 4     | DEF   | Eduardo Anderson   |    |
| 13    | DEF   | Alvin Mendoza      |    |
| 46    | DEF   | Reyniel Perdomo    | 59 |
| 50    | MED   | Erick Mejía        | 79 |
| 36    | MED   | John Asprilla      |    |
| 25    | MED   | Alcides Díaz       | 79 |
| 39    | MED   | Joshua Bethancourt | 59 |
| 43    | DEL   | Abdul Abrego       |    |
| 23    | DEL   | Azarias Londoño    | 66 |
| D. T. | D. T. | José Soriano       |    |

| 1     | POR   | Vladimir Vargas |     |
| 3     | DEF   | José Pérez      |     |
| 4     | DEF   | Ángel Cueto     | 79' |
| 13    | DEF   | Jean Felipe     |     |
| 6     | DEF   | Luis Rangel     |     |
| 8     | MED   | Julio Domínguez |     |
| 14    | MED   | José Paterson   |     |
| 35    | MED   | Jair Iguala     | 61  |
| 77    | MED   | Pablo Magallón  |     |
| 47    | DEL   | Tony Gutiérrez  | 61  |
| 42    | DEL   | Erick López     | 32  |
| D. T. | D. T. | Javier Reales   |     |

| 37 | MED | David Checa         | 59 |
| 28 | MED | John Jairo Alvarado | 59 |
| 27 | DEL | Ansony Frías        | 66 |
| 34 | DEF | Jahir Alvarado      | 79 |
| 51 | DEF | Josué French        | 79 |

| 80 | DEL | Ángel Rodríguez | 32  |
| 37 | DEL | Jorge Hennis    | 61  |
| 19 | MED | Luís Macias     | 61  |
| 44 | DEF | Omar Llerena    | 79' |

| 31' 52' 87' 90' | Abdiel Abrego Azarias Londoño Ansony Frías David Checa |  |

| 41' | José Pérez |  |

| Principal  | José Carrasco     |
| Asistentes | Bandera de Panamá |
|            | Bandera de Panamá |
| Cuarto     | Bandera de Panamá |

| 61    | POR   | Ronald Robles      |    |
| 33    | DEF   | Miguel Livingston  |    |
| 4     | DEF   | Eduardo Anderson   |    |
| 13    | DEF   | Alvin Mendoza      |    |
| 46    | DEF   | Reyniel Perdomo    | 59 |
| 50    | MED   | Erick Mejía        | 79 |
| 36    | MED   | John Asprilla      |    |
| 25    | MED   | Alcides Díaz       | 79 |
| 39    | MED   | Joshua Bethancourt | 59 |
| 43    | DEL   | Abdul Abrego       |    |
| 23    | DEL   | Azarias Londoño    | 66 |
| D. T. | D. T. | José Soriano       |    |

| 1     | POR   | Vladimir Vargas |     |
| 3     | DEF   | José Pérez      |     |
| 4     | DEF   | Ángel Cueto     | 79' |
| 13    | DEF   | Jean Felipe     |     |
| 6     | DEF   | Luis Rangel     |     |
| 8     | MED   | Julio Domínguez |     |
| 14    | MED   | José Paterson   |     |
| 35    | MED   | Jair Iguala     | 61  |
| 77    | MED   | Pablo Magallón  |     |
| 47    | DEL   | Tony Gutiérrez  | 61  |
| 42    | DEL   | Erick López     | 32  |
| D. T. | D. T. | Javier Reales   |     |

| 37 | MED | David Checa         | 59 |
| 28 | MED | John Jairo Alvarado | 59 |
| 27 | DEL | Ansony Frías        | 66 |
| 34 | DEF | Jahir Alvarado      | 79 |
| 51 | DEF | Josué French        | 79 |

| 80 | DEL | Ángel Rodríguez | 32  |
| 37 | DEL | Jorge Hennis    | 61  |
| 19 | MED | Luís Macias     | 61  |
| 44 | DEF | Omar Llerena    | 79' |

| 31' 52' 87' 90' | Abdiel Abrego Azarias Londoño Ansony Frías David Checa |  |

| 41' | José Pérez |  |

| Principal  | José Carrasco     |
| Asistentes | Bandera de Panamá |
|            | Bandera de Panamá |
| Cuarto     | Bandera de Panamá |

| 61    | POR   | Ronald Robles      |    |
| 33    | DEF   | Miguel Livingston  |    |
| 4     | DEF   | Eduardo Anderson   |    |
| 13    | DEF   | Alvin Mendoza      |    |
| 46    | DEF   | Reyniel Perdomo    | 59 |
| 50    | MED   | Erick Mejía        | 79 |
| 36    | MED   | John Asprilla      |    |
| 25    | MED   | Alcides Díaz       | 79 |
| 39    | MED   | Joshua Bethancourt | 59 |
| 43    | DEL   | Abdul Abrego       |    |
| 23    | DEL   | Azarias Londoño    | 66 |
| D. T. | D. T. | José Soriano       |    |

| 1     | POR   | Vladimir Vargas |     |
| 3     | DEF   | José Pérez      |     |
| 4     | DEF   | Ángel Cueto     | 79' |
| 13    | DEF   | Jean Felipe     |     |
| 6     | DEF   | Luis Rangel     |     |
| 8     | MED   | Julio Domínguez |     |
| 14    | MED   | José Paterson   |     |
| 35    | MED   | Jair Iguala     | 61  |
| 77    | MED   | Pablo Magallón  |     |
| 47    | DEL   | Tony Gutiérrez  | 61  |
| 42    | DEL   | Erick López     | 32  |
| D. T. | D. T. | Javier Reales   |     |

| 37 | MED | David Checa         | 59 |
| 28 | MED | John Jairo Alvarado | 59 |
| 27 | DEL | Ansony Frías        | 66 |
| 34 | DEF | Jahir Alvarado      | 79 |
| 51 | DEF | Josué French        | 79 |

| 80 | DEL | Ángel Rodríguez | 32  |
| 37 | DEL | Jorge Hennis    | 61  |
| 19 | MED | Luís Macias     | 61  |
| 44 | DEF | Omar Llerena    | 79' |

| 31' 52' 87' 90' | Abdiel Abrego Azarias Londoño Ansony Frías David Checa |  |

| 41' | José Pérez |  |

| Principal  | José Carrasco     |
| Asistentes | Bandera de Panamá |
|            | Bandera de Panamá |
| Cuarto     | Bandera de Panamá |

|                                   |
|                                   |
| Campeón Alianza FC II 1.er título |